# Consejo General de Castilla y León
El Consejo General de Castilla y León fue la entidad preautonómica de Castilla y León (España), que desarrolló su actividad desde el 13 de junio de 1978, cuando fue instituido por real decreto-ley, hasta el 2 de marzo de 1983, fecha en la que entró en vigor el Estatuto de Autonomía.
Su primera reunión, de constitución, se celebró el 22 de julio de 1978 en el parador nacional de turismo «castillo de Monzón de Campos» donde se  fijó el objetivo de redactar el estatuto de autonomía de la región.

En él estuvieron representadas desde su constitución las provincias de Ávila, Burgos, Palencia, Salamanca, Soria, Valladolid y Zamora, a las que se sumó en 1980 León y en 1983 por decreto ley Segovia, que estuvo a favor de formar su propia autonomía.
No se sumaron al ente preautonómico Santander y Logroño, posteriores comunidades autónomas de Cantabria y La Rioja, a pesar de que el Gobierno central lo contempló inicialmente por formar parte de la región de Castilla la Vieja.
Tuvo su sede, sucesivamente, en el edificio de la Diputación Provincial de Burgos y en el Palacio de la Isla de Burgos.

## Presidentes
Estuvo presidido por Juan Manuel Reol Tejada (UCD) durante el período 1978-1980 y por José Manuel García-Verdugo Candón (UCD) durante el período 1981-1983.